# Hans Kreller
Hans Kreller (* 22. April 1887 in Schedewitz bei Zwickau; † 14. Februar 1958 in Senftenberg bei Krems an der Donau) war ein deutscher Rechtshistoriker und Papyrologe.

## Leben
Hans Kreller, der Sohn des Textilindustriellen Emil Kreller (1844–1915), studierte von 1906 bis 1911 Rechtswissenschaft an den Universitäten zu Grenoble, Berlin, Freiburg und Universität Leipzig. Nach der ersten juristischen Staatsprüfung in Leipzig (1911) begann er sein Referendariat in Dresden, das er 1915 mit der zweiten juristischen Staatsprüfung abschloss. Im selben Jahr wurde er in Leipzig zum Dr. jur. promoviert.
Auf den Einfluss seines Leipziger Lehrers und Doktorvaters Ludwig Mitteis geht Krellers lebenslange Beschäftigung mit der antiken Rechtsgeschichte (besonders aufgrund von Papyrusurkunden) zurück. Seine erste Arbeit erschien nach dem Ersten Weltkrieg, an dem er von August 1914 bis 1919 als Artillerieoffizier teilnahm.
Nachdem sich Kreller am 25. März 1920 in Leipzig für „Römisches Recht und Juristische Papyruswissenschaft“ habilitiert hatte, wurde er 1921 als außerordentlicher Professor für Römisches, Bürgerliches und Wirtschaftsrecht an die Universität Tübingen berufen. Dort kam die Zivilrechtsdogmatik, besonders das Arbeitsrecht zu seinen Forschungsschwerpunkten hinzu. 1926 wechselte Kreller als ordentlicher Professor (Nachfolger Heinrich Ermans) an die Universität Münster, wo er 1930 zum Dekan der Juristischen Fakultät gewählt wurde. 1931 kehrte er als Nachfolger Max Rümelins an die Universität Tübingen zurück. Von 1935 bis 1944 war er Herausgeber der Romanistischen Abteilung der Zeitschrift der Savigny-Stiftung für Rechtsgeschichte. Seit 1941 war er als Nachfolger Leopold Wengers an der Universität Wien tätig.
Kreller war deutschnational eingestellt und gehörte seit 1918 dem „Stahlhelm“ und später der SA an. Zur Zeit des Nationalsozialismus wurde Kreller Mitglied der Akademie für Deutsches Recht. Während seines Tübinger Dekanats 1938 setzte er unter anderem durch, dass Bücher jüdischer Autoren farblich markiert wurden. Am 9. Mai 1940 beantragte er die Aufnahme in die NSDAP und wurde zum 1. Juli desselben Jahres aufgenommen (Mitgliedsnummer 8.164.000).
Nach seiner vorübergehenden Entlassung bemühte sich der Dekan Ferdinand Degenfeld-Schonburg um Krellers Wiederernennung. Die Sonderkommission befand Kreller in ihrem Gutachten vom 12. September 1945 für „tragbar“, das Ministerkomitee befürwortete seine Weiterverwendung im Universitätsbetrieb am 21. Oktober 1946 und die Überprüfungskommission gestattete ihm am 28. Juli 1947, seine Lehrkanzel an der Universität Wien weiter innezuhaben. Am 30. April 1948 wurde Kreller zum ordentlichen Universitätsprofessor ernannt. Die Österreichische Akademie der Wissenschaften wählte ihn 1951 zum korrespondierenden, 1954 zum wirklichen Mitglied.

## Werke
- Römische Rechtsgeschichte. eine Einführung in die Volksrechte der Hellenen und Römer und in das römische Kunstrecht. Mohr, Tübingen, 2. Auflage 1948 (Digitalisat).